# جبل ياكور
جبل ياڭور أو هضبة ياڭور، هي هضبة مغربية تقع نواحي مدينة مراكش، يتراوح علوها بين 2300 و 2700 متر فوق سطح البحر، وتنتمي إلي سلسلة جبال الأطلس الكبير الأوسط. يشتهر هذا الموقع بإحتوائه على واحد من أهم المواقع الأثرية في المغرب، باحتوائه عل نقوش صخرية تعود إلى ما قبل التاريخ. تنتمي الهضبة إداريا إلى جماعة تغدوين، إقليم الحوز، جهة مراكش أسفي.

## الموقع الأثري لجبل ياڭور
يمتد الموقع الأثري لهضبة ياڭور على مساحة 4000 هكتار، بإقليم الحوز، ويضم عددا كبيرا من النقوش الأثرية يفوق 2000 نقش، أشهرها النقش الأثري المعروف ب "لوحة الشمس". يشير الخبراء أن هذه النقوش تعود إلى حوالي 1500 قبل الميلاد، وتوثق لهجرات القبائل الرعوية نحو المناطق الجبلية بسبب التقلبات المناخية، ونظرا لتوفر هذه المنطقة على المعادن التي تم استعمالها خلال العصر البروزنزي. ومن بين الرموز الموثقة بهذه المنطقة، رسومات لأشخاص أثناء ممارسة القنص، وأيضا رسومات لحيوانات متوحشة مختلفة مثل الفيل ووحيد القرن، وأيضا رسومات لبعض الأدوات مثل الخناجر والسيوف والرماح، كما تحمل بعض النقوش حروفا أمازيغية بحرف التيفيناغ،. كما يفترض أن توجد بالمنطقة مقابرا تعود إلى ما قبل التاريخ. تم تسجيل هذا الموقع ضمن التراث الوطني للمغرب من أجل حمايته من التخريب الذي يطاله، ومن أجل تأهيليه ليصبح معلمة سياحية بالمنطقة قام سنة 2012 مجموعة السلفيين المغاربة بتدمير نقش من الموقع الأثري لهضبة ياڭور المعروف "بلوحة الشمس"، وذلك اعتقادا منهم بتجسيد لإله الشمس.

## السياحة بجبل ياڭور
البنية التحتية بجبل ياڭور ما تزال ضعيفة، حيث تضم الهضبة مسارات سياحية على الأقدام أو عبر الدواب. يرتاد المنطقة السياح من أجل زيارة المواقع الأثرية، وايضا هواة الرياضات الجبلية والتخييم، خاصة خلال فصل الربيع حيث تكون المنطقة غنية بالينابيع المائية والبحيرات الموسمية والخيول الشبه برية، كما تعتبر الهضبة مسلكا من أجل تسلق قمة جبل ميلتسن الذي يشرف عليها بإرتفاع 3595 متر فوق سطح البحر.

## النظام الرعوي
تخضع هضبة ياغول للنظام الرعوي أڭدال، حيث يمنع على الرعاة استغلال المنطقة بداية فصل الربيع، إلى أن تقرر الجماعة ذلك بعد أن يزدهر الكلأ في المراعي، فتتوافد جميع القبائل المجاورة على المنطقة للإستفادة من نصيبها من الرعي، ويتم ترك الخيول وباقي الدواب طليقة في المنطقة طيلة فترة الرعي أڭدال.

## الساكنة
تحيط بهضبة ياڭور مجموعة من الدواوير، كل سكانها من الأمازيغ. أما اللغة الرسمية الرائجة في المنطقة فهي اللغة الأمازيغية.

## معرض الصور

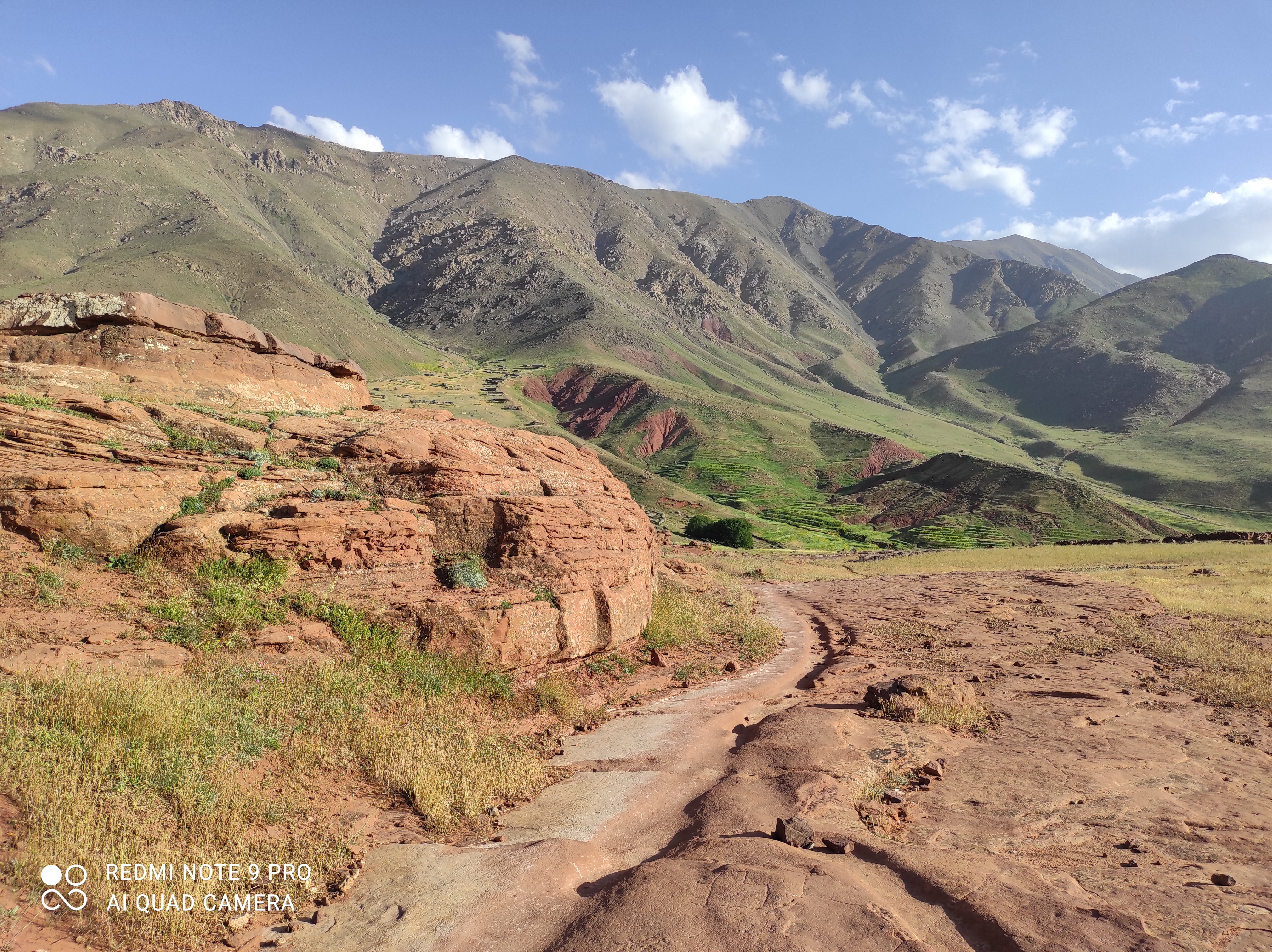
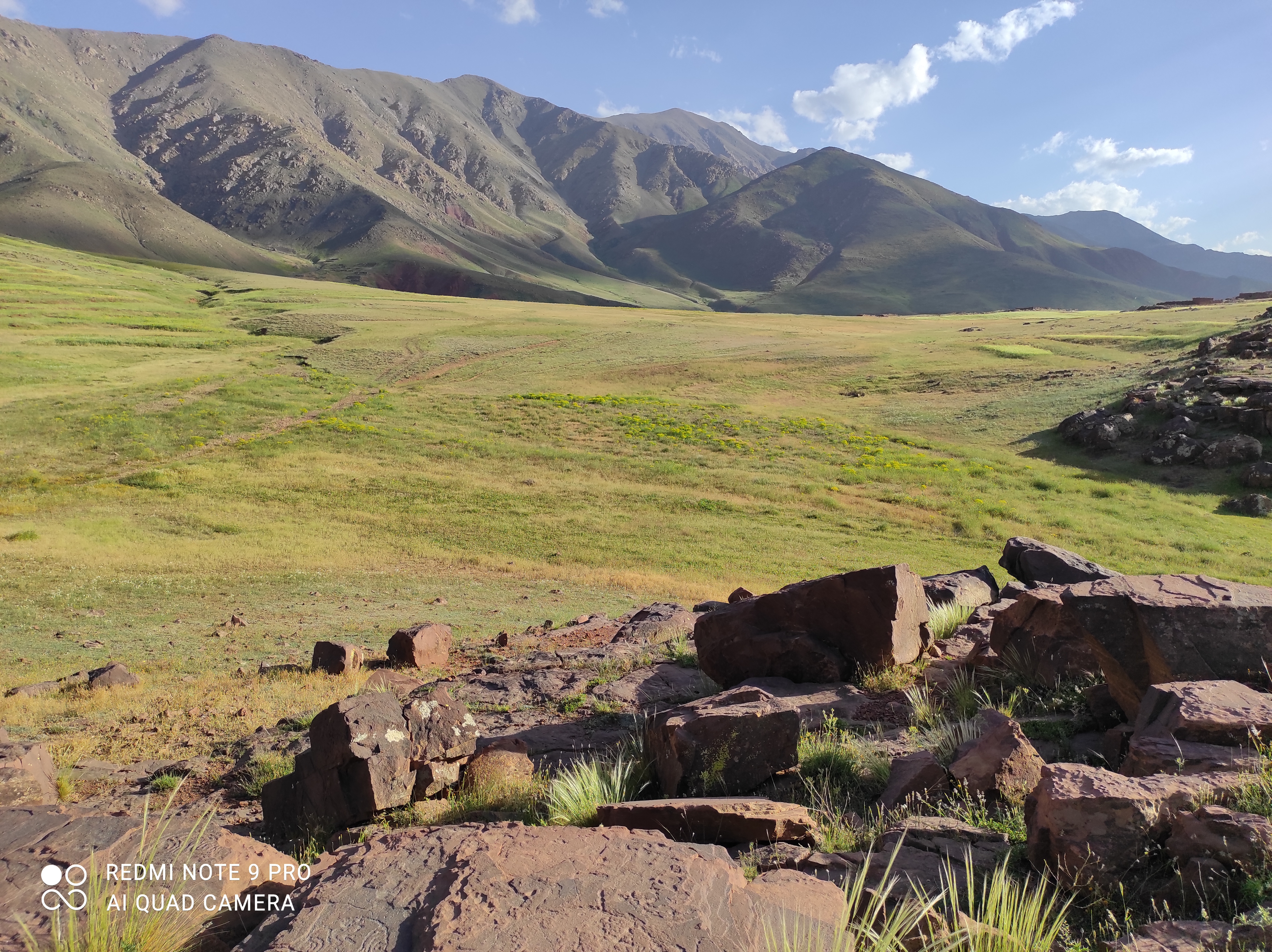
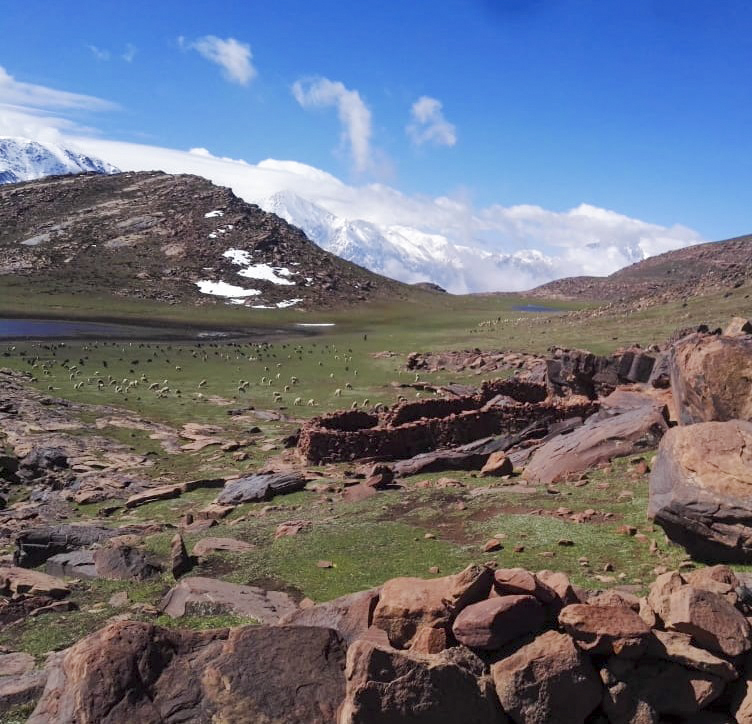
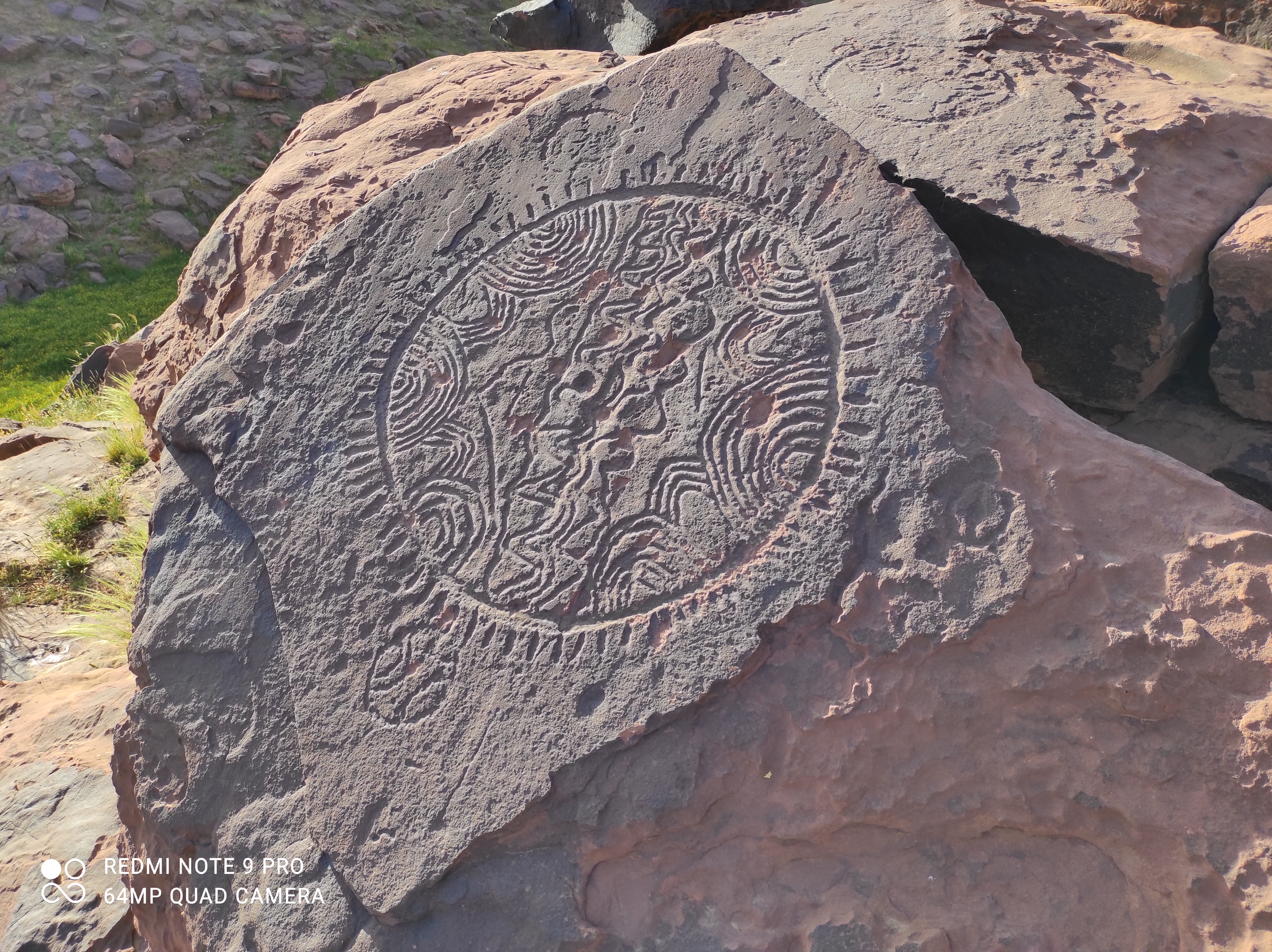

## روابط خارجية
كتاب: المشاهد المنقوشة بالأطلس الكبير، رؤية أمازيغية للعالم - معهد البحث من أجل التنمية